# UMlalazi
uMlalazi – gmina w Republice Południowej Afryki, w prowincji KwaZulu-Natal, w dystrykcie uThungulu. Siedzibą administracyjną gminy jest Eshowe.